# 말하지 못한 비밀
"말하지 못한 비밀"은 2015년에 개봉한 대한민국의 영화이다.

## 캐스팅
- 이혁 : 이혁 역
- 김승진 : 태수 역
- 신재승 : 상철 역
- 우주원 : 승진 역
- 신지수 : 미수 역
- 이시우 : 경미 역
- 아리 : 소연 역
- 바우 : 명철 역
- 황성현 : 광호 역
- 황기하 : 제훈 역
- 성민수 : 주임 역
- 김규현 : 오 형사 역
- 문백현 : 뉴스 기자 역
- 양찬모 : 장학사 역
- 채기준 : 채 형사 역
- 백송이 : 여선생님 역
- 이연경 : 여선생님 역
- 김주희 : 학생 역
- 이지석 : 학생 역
- 내 귀에 도청장치 (특별출연)